# Чжан Нань (гимнастка)
Чжан Нань (кит. упр. 张楠, пиньинь Zhāng Nán; род. 30 апреля 1986) — китайская спортивная гимнастка. На Олимпийских играх 2004 года в Афинах завоевала бронзовую медаль в абсолютном первенстве. Кроме этого, она бронзовая медалистка в абсолютном первенстве Чемпионата мира 2003 года и Чемпионка мира 2006 года в командных соревнованиях.